# 于尔里克·罗贝里
于尔里克·罗贝里（法語：Ulrich Robeiri，1982年10月26日—），法國男子擊劍運動員，主攻銳劍。他曾参加2008年北京奥林匹克运动会，在男子团体重剑项目上获得一枚金牌。

## 外部連結
- 頁面於歐洲擊劍總會